# Giulio Douhet

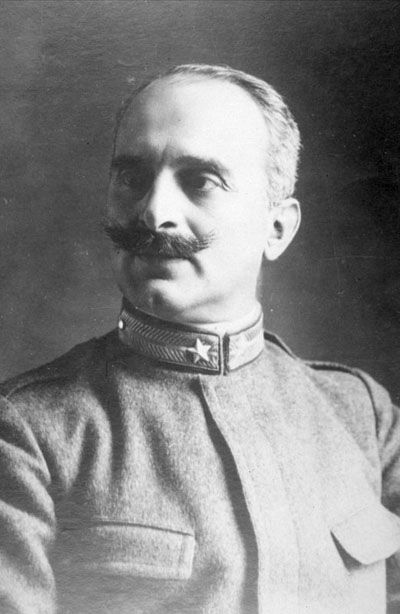
Giulio Douhet

Giulio Douhet (* 30. Mai 1869 in Caserta bei Neapel; † 15. Februar 1930 in Rom) war ein italienischer General und gilt als erster Theoretiker des Luftkriegs.

## Leben und Wirken
Douhet, ein Zeitgenosse der Luftkriegstheoretiker William Mitchell und Hugh Trenchard, besuchte die Militärakademie in Modena und wurde Berufsoffizier bei der Artillerie der italienischen Armee. Später studierte er Ingenieurwissenschaften am Polytechnischen Institut in Turin.
Als Generalstabsoffizier veröffentlichte er um 1900 Lehrbücher über die Motorisierung des Militärs. Mit der Einführung von Luftschiffen und später von Flugzeugen in Italien erkannte er schnell das militärische Potenzial der neuen Technologie. Douhet betrachtete die Anbindung der Fliegertruppe ans Heer als Fehler und setzte sich für die Bildung einer eigenständigen Luftstreitkraft ein.
Als es 1911 zwischen Italien und der Türkei zum Krieg um Libyen kam, wurden das erste Mal Flugzeuge für Aufklärung, Zielerkundung, Transport und Bombenabwurf eingesetzt. Douhet erhielt den Auftrag, einen Bericht über die Erfahrungen mit der Luftfahrt zu verfassen. Er schlug vor, dass der Bombenabwurf aus großer Höhe die primäre Rolle der Flugzeuge sein sollte. Während seines Kommandos über das italienische Luftfahrt-Bataillon in Turin schrieb Douhet ab 1912 eine Sammlung von Regeln für den Gebrauch von Flugzeugen im Krieg nieder, eines der ersten Handbücher seiner Art.
1913 übernahm er das Kommando des ein Jahr zuvor gegründeten Battaglione Aviatori, eine der Keimzellen der italienischen Luftwaffe. Im gleichen Jahr lernte er den jungen Flugzeugingenieur Gianni Caproni kennen, mit dem er in der Folge beim Ausbau der Luftstreitkräfte eng zusammenarbeitete.
Douhets Insistieren auf Luftmacht kennzeichnete ihn als Radikalen. In mancherlei Hinsicht erinnerte er an einen anderen italienischen Vordenker, seinen Zeitgenossen Marinetti, den Verfasser des Futuristischen Manifests. Nachdem bekannt wurde, dass Douhet Caproni unautorisiert mit dem Bau von Bombern beauftragt hatte, wurde er zur Infanterie strafversetzt.
Bei Ausbruch des Ersten Weltkrieges rief er Italien auf, ein massives Aufrüstungsprogramm, vornehmlich mit Flugzeugen, zu starten. Um die Lufthoheit zu erreichen, müsste der Feind „harmlos“ gemacht werden. Er schlug eine Flotte aus 500 Bombern vor, die täglich 125 Tonnen abwerfen könnte, fand aber keine Beachtung.
Als Italien 1915 in den Krieg eintrat, gab sich Douhet schockiert über die Inkompetenz und schlechte Vorbereitung der Armee. Gegenüber Vorgesetzten und Regierungsmitgliedern kritisierte er die Kriegführung und trat vehement für die Führung eines Luftkrieges ein. Ein verletzender Brief brachte ihm schließlich eine Verhaftung und die Anklage vor dem Militärgericht wegen Verbreitung von Falschmeldungen und Agitation ein. Er wurde zu einem Jahr Militärgefängnis verurteilt.
Douhet schrieb in seiner Zelle weiter über die Luftmacht und sandte Nachrichten an Minister, in denen er eine gewaltige Flugzeugflotte vorschlug. Kurz nach der desaströsen Schlacht von Karfreit 1917 wurde er aus der Haft entlassen und kehrte zum Dienst zurück. Als sich die schlechten Nachrichten häuften, wurde er bald zum Leiter des Generalkommissariats für Luftfahrt ernannt, bei dem er an der Verbesserung von Italiens Luftstreitkraft arbeitete.
Verärgert über seine Vorgesetzten verließ er 1918 die Armee. Nach dem Krieg wurde seine Verurteilung vor dem Kriegsgericht widerrufen und Douhet zum General befördert. Aber anstatt zum Dienst zurückzukehren, publizierte er weiter seine Theorien. 1921 vervollständigte er eine sehr einflussreiche Abhandlung „Il Dominio dell’Aria“ (Die Luftherrschaft), die 1935 in deutscher Übersetzung erschien.
Der Satz „Der Bomber kommt immer durch!“ wird Douhet zugesprochen. Stanley Baldwin sprach ihn 1932 vor dem britischen Parlament aus. Selbst wenn der Satz nicht von Douhet selbst stammen sollte, so drückt er doch treffend seine wegweisenden Ansichten zur modernen Luftkriegsführung aus. Douhet war der Vordenker des strategischen Bombenkriegs und wird zu den führenden frühen Vertretern der Geopolitik gezählt. Groß war sein Einfluss insbesondere auf die Luftkriegstheorie Großbritanniens und der USA, was bereits an deren Luftrüstungsprogrammen vor und vollends mit der Kriegsführung der beiden westlichen Hauptmächte während des Zweiten Weltkrieges deutlich wurde.
Giulio Douhet verstarb im Februar 1930 nach einem Herzinfarkt. Er liegt mit seiner Frau Teresa (Gina) Casalis auf dem Monumentalfriedhof Campo Verano in Rom begraben.

## Werk
- Il domino dell’aria, 1921 (dt. 1935, Luftherrschaft). Übersetzt in zahlreiche Sprachen